# Star Trek (film, 2009)
Star Trek är en amerikansk science fiction-film som hade världspremiär 8 maj 2009.  Filmen utspelar sig i det speciella och komplexa Star Trek-universumet som Gene Roddenberry skapade på 1960-talet, och som sedan har byggts på av Roddenberry själv och hans arvtagare Rick Berman, Michael Piller och Brannon Braga genom sex TV-serier (en av dessa animerad) och tio tidigare långfilmer. Star Trek är den första filmatiserade Star Trek-produktionen som inte någon av dessa "Star Trek Moguler" är inblandad i. Budgeten inför produktionen av filmen Star Trek uppgick till 150 miljoner dollar.
Star Trek är den första Star Trek-långfilmen sedan 2002 och den första Star Trek-produktionen sedan sista avsnittet av TV-serien Star Trek: Enterprise sändes i maj 2005 i USA, och har därför kunnat utnyttja den utveckling som skett vad gäller datoranimationer och specialeffekter sedan dess. Filmen har regisserats av J.J. Abrams (skaparen av TV-serien Lost), och producerats av Abrams och Damon Lindelof. Manuset har skrivits av Roberto Orci och Alex Kurtzman som samarbetat under flera år (bland annat som manusförfattare till filmerna Transformers och Mission: Impossible III. I huvudrollerna finns bland andra Chris Pine som James T. Kirk och Zachary Quinto (som spelar seriemördaren Sylar i TV-serien Heroes) som Spock.

## Handling
Den första TV-serien Star Trek, numera även benämnd originalserien, gick i tre säsonger åren 1966–1969 och handlar om Stjärnflottans rymdskepp Enterprise speciella, femåriga uppdrag 2264–2269 under kommendör James T. Kirk (spelad av William Shatner). I Star Trek får man se en mycket ung Kirk eftersom handlingen är förlagd till 2250-talet. Just när det gäller åren innan Kirk och Spock började klättra i Stjärnflottans hierarki fanns ett utrymme att ta ut svängarna i fråga om handlingen eftersom de äldre Star Trek-produktionerna inte lagt beslag på denna period genom hänvisningar eller återblickar. Detta utrymme har Abrams och manusförfattarna utnyttjat. Abrams, som själv inte varit något Star Trek-fan men blivit det under produktionen, hoppas att en "historiskt riktig" handling (som fansen kräver) bör uppväga enstaka missar vad gäller utseendet på rymdskeppet Enterprises interiör eller brygga.
- Handlingens fokus ligger således på de tidigaste äventyren med James T. Kirk och Spock,[13] och resten av huvudpersonerna från tv-serien Star Trek: The Original Series.[14]

- En teaser för filmen hade premiär vid visningarna av filmen Cloverfield (J.J. Abrams), som hade premiär den 18 januari 2008. Den släpptes senare på en ny officiell webbplats för filmen, som lanserades den 21 januari 2008.[15]

## Rollista
| Skådespelare        | Roll                                       |
| ------------------- | ------------------------------------------ |
| Chris Pine          | James T. Kirk                              |
| Zachary Quinto      | Spock (ung)                                |
| Zoë Saldaña         | Nyota Uhura                                |
| Karl Urban          | Leonard McCoy                              |
| Eric Bana           | Nero                                       |
| John Cho            | Hikaru Sulu                                |
| Simon Pegg          | Montgomery Scott                           |
| Anton Yelchin       | Pavel Chekov                               |
| Leonard Nimoy       | Spock (gammal)                             |
| Bruce Greenwood     | Christopher Pike                           |
| Ben Cross           | Sarek                                      |
| Winona Ryder        | Amanda Grayson                             |
| Chris Hemsworth     | George Kirk                                |
| Clifton Collins Jr. | General Ayel                               |
| Jennifer Morrison   | Winona Kirk                                |
| Rachel Nichols      | Gaila, Orionkvinna, kadett i Stjärnflottan |

## Musik
Michael Giacchino, som har skrivit musiken för ett flertal andra av Abrams producerade produktioner, inkluderat Mission: Impossible III, Lost, och Alias, har bekräftat att han kommer att komponera musiken för Star Trek. Kompositören kommer att behålla originaltemat skrivet av Alexander Courage. Giacchino erkände att han hade ett personligt tryck mot sig när han tog jobbet, eftersom: 
| ” | "I grew up listening to all of that great Trek music, and that's part of what inspired me to do what I'm doing... You just go in scared. You just hope you do your best. It's one of those things where the film will tell me what to do." | „ |